# Frederick Barlee

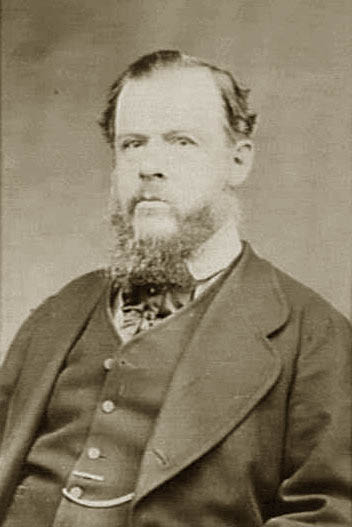
Frederick Barlee. c.1979.

Frederick Palgrave Barlee, (6 de febrero de 1827 – 8 de agosto de 1884). Fue Secretario colonial de Australia Occidental de 1855 a 1875, Teniente Gobernador de Honduras Británica (hoy Belice) de 1877 a 1882 y Administrador de Trinidad (actual Trinidad y Tobago) en 1884.
Frederick Barlee nació en Worlingworth, Suffolk, Inglaterra, el 6 de febrero de 1827. Se educó en privado y en las escuelas locales, y en 1845 entró en el servicio público como un empleado de Cartografía en el Departamento de Chatham y Woolwich. En 1851, se casó con Barlee Jane Oseland. Más tarde, ese mismo año fue enviado a Sierra Leona, donde se desempeñó inicialmente como maestro y almacenista en una barraca. En 1853 se convirtió en secretario del Consejo Ejecutivo y Legislativo, y secretario privado del Gobernador de Sierra Leona Arthur Edward Kennedy.
En 1855, Kennedy fue nombrado Gobernador de Australia Occidental, y Barlee fue nombrado Secretario colonial. Como secretario colonial, se convirtió en miembro del Consejo Legislativo de Australia Occidental. Kennedy inmediatamente se embarcó en una serie de reformas, con Barlee como apoyo. 
En 1862, el gobernador Kennedy fue sucedido por John Hampton. En 1863, Barlee fue nombrado presidente permanente de la Junta de Educación. Al año siguiente dio ayuda financiera al Obispo Matthew Hale para el establecimiento de la Escuela de Hale, siendo nombrado como el primer gobernador de la escuela. Ese año, tuvo el intento fallido, de establecer un asentamiento en la pastoral de Roebuck Bay. Barlee cayó en desgracia con el gobernador, esta vez por los desacuerdos sobre el tratamiento de los reclusos, y la gestión del sistema de condenas en general.
Frederick Weld fue nombrado gobernador en 1869, y Barlee de nuevo se convirtió en una figura influyente. Weld y Barlee compartieron el entusiasmo por el gobierno representativo, y juntos trabajaron para promoverlo. Debido en gran parte a sus esfuerzos, Australia Occidental obtuvo representación en el gobierno en mayo de 1870. En el nuevo sistema de gobierno, Barlee se convirtió en la persona más poderosa en la colonia, a la par que el propio Weld.
En 1873, Barlee comenzó a trabajar para la pronta consecución de un gobierno responsable y logró que en 1874 el consejo legislativo aprobara una resolución llamada «El cambio constitucional». Aunque Weld no estaba del todo convencido de que Australia Occidental estuviese lista para un gobierno responsable, aceptó la situación y trasmitió la petición a la Oficina Colonial en Londres; dicha oficina estaba en franco oposición y criticó fuertemente a Weld por permitir esa iniciativa, transfiriéndolo a Tasmania.
Barlee, anticipando una posible transferencia, viajó a Inglaterra en julio de 1875. En su ausencia, la demanda de un gobierno responsable fue echada para atrás, y no sería concedida hasta 1890.
Barlee se mantuvo como Secretario Colonial por otros dieciocho meses. En 1877, fue nombrado Teniente Gobernador de Honduras Británica (hoy Belice), una posición que ocupó hasta 1882. Tras una breve visita a Australia Occidental, regresó a Inglaterra a la espera de su próximo nombramiento, el cual tuvo que esperar hasta abril de 1884, momento en el cual fue nombrado Administrador de Trinidad. Barlee llegó a Puerto España y tomó posesión de su cargo en junio de 1884, pero murió de asma sólo siete semanas después.

## Reconocimientos
Un gran lago salino de Australia Occidental fue bautizado en su nombre, lago Barlee, al ser descubierto por los occidentales en 1869.